# Sisto da Pisa
Padre Sisto da Pisa, nato Giovanni Pardi (Pisa, 19 ottobre 1867 – Borgo San Lorenzo, 29 novembre 1943), è stato un religioso italiano.

## Biografia
Dal 1903 egli fu archivista della Provincia Toscana dei Frati Minori Cappuccini ed ebbe la residenza nel Convento di Montughi.
Nel 1882, dopo essere entrato tra i Cappuccini a Montepulciano, divenne Fra' Sisto da Pisa. Poi fece i voti solenni a Montughi nella Chiesa dei Santi Francesco e Chiara, l'8 ottobre 1887.

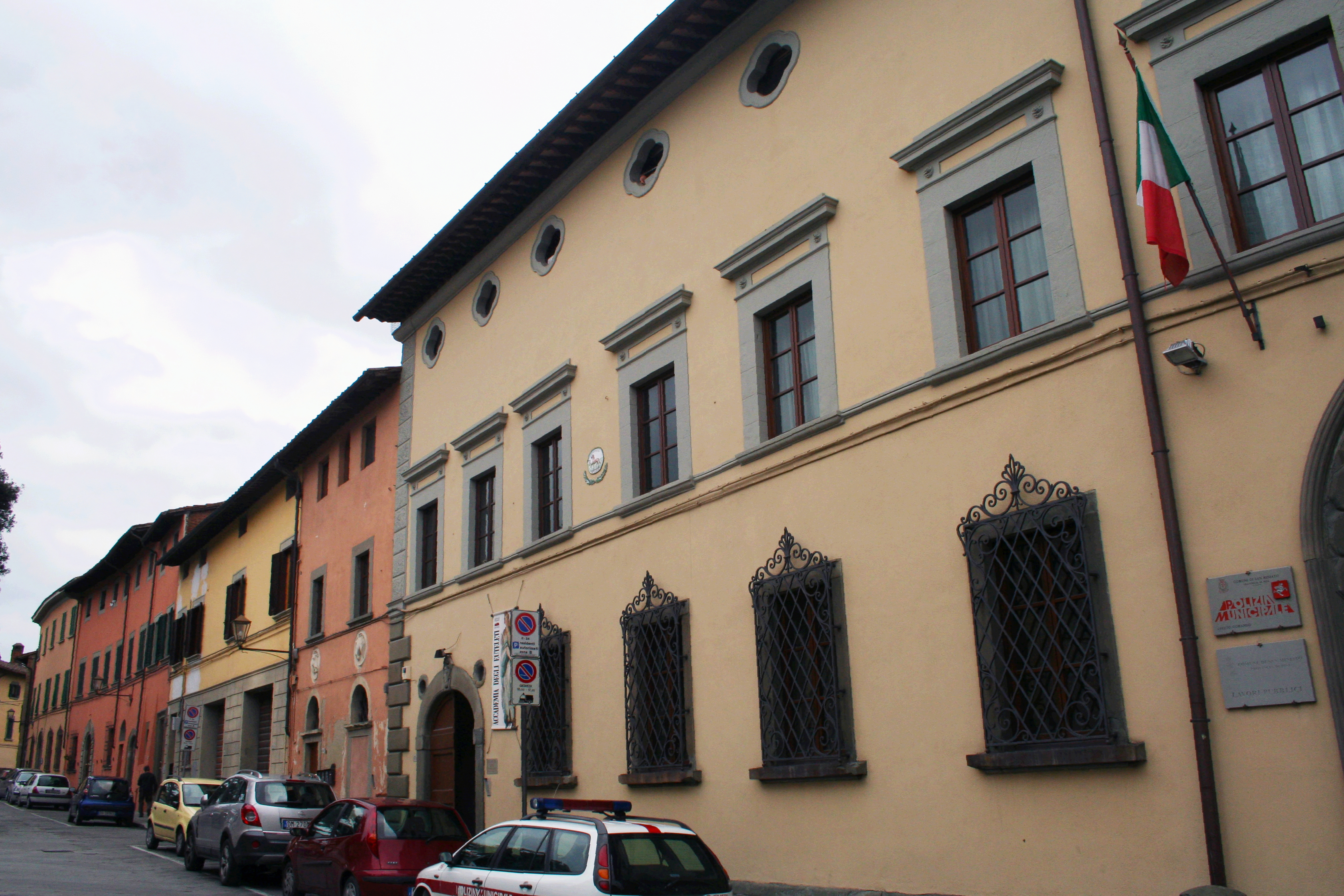
San Miniato, Palazzo Migliorati, sede dell'Accademia degli Euteleti

Pubblicò due volumi sulla Storia dei cappuccini toscani dal 1532 al 1810, uno edito nel 1906 e un altro nel 1909. Terminò un terzo volume nel 1933, ma questo non fu pubblicato.
Collaborò alle riviste L'Italia francescana e Collectanea Franciscana e si interessò alle attività dell'Istituto Storico dei Cappuccini; fece parte dell'Accademia degli Euteleti della città di San Miniato.
Nel 1934, su richiesta del parroco don Alessandro Sostegni, in occasione della costruzione dell'Immacolata, scrisse Storia della Venerabile Prioria di San Martino a Montughi. L'opera non fu stampata per gli elevati costi relativi alla pubblicazione, ma il manoscritto fu tenuto dai frati Cappuccini di Montughi presso la loro biblioteca.
Padre Sisto morì a Borgo San Lorenzo nel Convento dei Cappuccini il 29 novembre 1943.